# László Benedek
László Benedek (ur. 5 marca 1905 w Budapeszcie, zm. 11 marca 1992 w Nowym Jorku) – amerykański reżyser filmowy pochodzenia węgierskiego. Nagrodzony w 1952 Złotym Globem dla najlepszego reżysera za film Śmierć komiwojażera (1951).
Benedek rozpoczynał przygodę z kinem w latach 30. pracując przy produkcji węgierskich filmów. Do Hollywood sprowadził go producent filmowy Louis B. Mayer. Tu w 1944 Benedek zrealizował swój pierwszy film dla wytwórni MGM. Rozgłos przyniosła mu ekranizacja dramatu Arthura Millera Śmierć komiwojażera, zrealizowana w roku 1951. Film spotkał się z dużym uznaniem otrzymując m.in. 5 nominacji do Oscara. Samego reżysera nagrodzono Złotym Globem. Jednak najsłynniejszym filmem Benedeka pozostaje Dziki (1953) z główną rolą Marlona Brando. Później realizował także filmy w Europie. W 1955 w Niemczech wyreżyserował Dzieci, matki i generał, a w 1960 we Francji Recours en grâce. Współpracował także z telewizją reżyserując seriale telewizyjne, pracował m.in. przy serialach: Perry Mason (1957-66), Nietykalni (1959-63), Spotkanie z Alfredem Hitchcockiem (1962-65), Po tamtej stronie (1963-65).

## Filmografia
- Pieśń o Rosji (1944)
- Całując bandytę (1948)
- Port Nowego Jorku (1949)
- Śmierć komiwojażera (1951)
- Dziki (1953)
- Bengal Brigade (1954)
- Dzieci, matki i generał (1955)
- Romans w Hawanie (1957)
- Nocny gość (1971)